# 奥雷尔·温特纳
奥雷尔·温特纳（1903年4月8日—1958年1月15日）是一位匈牙利裔美国数学家，出生在布达佩斯，博士毕业于莱比锡大学，后为约翰斯·霍普金斯大学教授，研究领域有数学分析、数论、微分方程和概率论。他是德国数学家奧托·赫爾德的女婿。